# Grand Prix-wegrace van Zweden 1974
De Grand Prix-wegrace van Zweden 1974 was de achtste race van het wereldkampioenschap wegrace-seizoen 1974. De races werden verreden op 21 juli 1974 op de Scandinavian Raceway ten zuidwesten van Anderstorp (Jönköpings län).

## 500 cc
Nadat MV Agusta voor Francorchamps schijnbaar de perfecte afstelling van het rijwielgedeelte had gevonden nadat nieuwe schokdempers gemonteerd waren, kwamen de problemen in Zweden weer terug. Daardoor bezetten Phil Read en Gianfranco Bonera na de trainingen slechts de zevende en de achtste plaats. Bij de start van de race waren Pentti Korhonen en Karl Auer als eerste weg, terwijl Barry Sheene, Giacomo Agostini, Phil Read en Teuvo Länsivuori in het middenveld reden. In de tweede ronde viel Barry Sheene en daardoor ook Giacomo Agostini. Beiden werden gered door vanghekken, die in Anderstorp langs het circuit waren geplaatst. Agostini brak echter een sleutelbeen. In de zesde ronde greep Länsivuori de leiding, Korhonen kwam op de tweede plaats terecht, gevolgd door Read, Bonera, Auer en Findlay. Read wist de lastige MV Agusta nog voorbij Korhonen te brengen, maar Bonera slaagde daar niet in. Hij raakte in een slip waarbij hij Findlay raakte. Die viel, terwijl Bonera zijn machine toch weer onder controle wist te krijgen om uiteindelijk vierde te worden, achter Länsivuori, Read en Korhonen. Agostini en Sheene verspeelden door de val hun kansen op de wereldtitel, terwijl Länsivuori juist een (theoretische) kans kreeg.

### Uitslag 500 cc
| Pos | Coureur           | Merk          | Tijd          | Punten |
| --- | ----------------- | ------------- | ------------- | ------ |
| 1   | Teuvo Länsivuori  | Yamaha        | 49' 22" 214   | 15     |
| 2   | Phil Read         | MV Agusta     | +26" 625      | 12     |
| 3   | Pentti Korhonen   | Yamaha        | +31" 756      | 10     |
| 4   | Gianfranco Bonera | MV Agusta     | +35" 516      | 8      |
| 5   | Karl Auer         | Yamaha        | +55" 690      | 6      |
| 6   | Billie Nelson     | Yamaha        | +1' 32" 163   | 5      |
| 7   | Werner Giger      | Yamaha        | +1' 35" 221   | 4      |
| 8   | Víctor Palomo     | Yamaha        | +1' 35" 246   | 3      |
| 9   | Tom Herron        | Yamaha        |               | 2      |
| 10  | John Williams     | Yamaha        | +1 ronde      | 1      |
| 11  | Børge Nielsen     | Yamaha        | +1 ronde      |        |
| 12  | Alex George       | Yamaha        | +1 ronde      |        |
| 13  | Guido Mandracci   | Suzuki        | +1 ronde      |        |
| 14  | Lars Johansson    | Yamaha        | +2 ronden     |        |
| 15  | Roland Nilsson    | Yamaha        | +2 ronden     |        |
| 16  | Rolf Stahle       | Suzuki        | +3 ronden     |        |
| 17  | Börje Andersson   | Honda         | +3 ronden     |        |
| DNF | Giacomo Agostini  | Yamaha        | val           |        |
| DNF | Paul Smart        | Suzuki        |               |        |
| DNF | Ingemar Larsson   | Yamaha        |               |        |
| DNF | Jack Findlay      | Suzuki        | val           |        |
| DNF | Charlie Williams  | Maxton-Yamaha | Maxton-Yamaha |        |
| DNF | Bo Granath        | Suzuki        |               |        |
| DNF | Barry Sheene      | Suzuki        | val           |        |
| DNF | Christian Léon    | Kawasaki      |               |        |
| DNF | Lars Pahlsson     | Suzuki        |               |        |
| DNF | Leif Gustafsson   | Yamaha        |               |        |
| DNF | Ernst Hiller      | König         |               |        |
| DNF | Johnny Bengtsson  | Husqvarna     |               |        |

## 350 cc
Agostini was door een val in de 500cc-race uitgeschakeld doordat hij een sleutelbeen gebroken had. Pentti Korhonen maakte net als in de 500cc-race ook in de 350cc-klasse een bliksemstart. Na zes ronden ging Teuvo Länsivuori hem voorbij en in de 20e ronde deed Patrick Pons hetzelfde. Länsivuori won zijn tweede race van de dag, Pons werd tweede en Korhonen derde.

### Uitslag 350 cc
| Pos. | Coureur             | Merk            | Tijd            | Punten |
| ---- | ------------------- | --------------- | --------------- | ------ |
| 1    | Teuvo Länsivuori    | Yamaha          | 49' 20" 594     | 15     |
| 2    | Patrick Pons        | Yamaha          | +10" 629        | 12     |
| 3    | Pentti Korhonen     | Yamaha          | +18" 210        | 10     |
| 4    | Dieter Braun        | Yamaha          | +38" 177        | 8      |
| 5    | Mick Grant          | Yamaha          |                 | 6      |
| 6    | Chas Mortimer       | Yamaha          |                 | 5      |
| 7    | Víctor Palomo       | Yamaha          |                 | 4      |
| 8    | John Dodds          | Yamaha          |                 | 3      |
| 9    | Billie Nelson       | Yamaha          |                 | 2      |
| 10   | Olivier Chevallier  | Yamaha          |                 | 1      |
| 11   | Tapio Virtanen      | Yamaha          |                 |        |
| 12   | Werner Giger        | Yamaha          |                 |        |
| 13   | Ulrich Graf         | Yamaha          |                 |        |
| 14   | Ingemar Larsson     | Yamaha          |                 |        |
| 15   | Pekka Nurmi         | Yamaha          |                 |        |
| DNF  | Karl Auer           | Yamaha          |                 |        |
| DNF  | Christian Bourgeois | Yamaha          |                 |        |
| DNF  | Bo Granath          | Yamaha          |                 |        |
| DNF  | Michel Rougerie     | Harley-Davidson | Harley-Davidson |        |
| DNF  | Philippe Coulon     | Yamaha          |                 |        |
| DNF  | John Williams       | Yamaha          |                 |        |
| DNF  | Kurt-Ivan Carlsson  | Yamaha          |                 |        |
| DNS  | Giacomo Agostini    | Yamaha          | blessure        |        |

## 250 cc
In de 250cc-klasse won Takazumi Katayama zonder problemen. Chas Mortimer leek tweede te worden, maar hij viel ver terug en werd ingehaald door Walter Villa (tweede) en Patrick Pons (derde).

### Uitslag 250 cc
| Pos | Coureur             | Merk            | Tijd        | Punten |
| --- | ------------------- | --------------- | ----------- | ------ |
| 1   | Takazumi Katayama   | Yamaha          | 46' 58" 052 | 15     |
| 2   | Walter Villa        | Harley-Davidson | +31" 330    | 12     |
| 3   | Patrick Pons        | Yamaha          | +38" 342    | 10     |
| 4   | Chas Mortimer       | Yamaha          | +1' 01" 857 | 8      |
| 5   | Dieter Braun        | Yamaha          | +1' 06" 801 | 6      |
| 6   | Mick Grant          | Yamaha          | +1' 23" 761 | 5      |
| 7   | Tapio Virtanen      | Yamaha          | +1' 23" 875 | 4      |
| 8   | Michel Rougerie     | Harley-Davidson | +1' 34" 948 | 3      |
| 9   | Hans Mühlebach      | Yamaha          |             | 2      |
| 10  | Kjell Solberg       | Yamaha          |             | 1      |
| 11  | Rolf Minhoff        | Maico           |             |        |
| 12  | Charlie Williams    | Yamaha          |             |        |
| 13  | Ingemar Larsson     | Yamaha          |             |        |
| 14  | Per Zachrisson      | Yamaha          |             |        |
| 15  | Eero Hyvärinen      | Yamaha          |             |        |
| 16  | Bo Granath          | Yamaha          |             |        |
| 17  | Kurt-Ivan Carlsson  | Yamaha          |             |        |
| 18  | Stefan Dörflinger   | Yamaha          |             |        |
| 19  | Roland Nilsson      | Yamaha          |             |        |
| 20  | Rustan Corneliusson | Yamaha          |             |        |
| 21  | Bruno Kneubühler    | Yamaha          |             |        |
| DNF | Tom Herron          | Yamaha          |             |        |
| DNF | Kent Andersson      | Yamaha          |             |        |
| DNF | John Dodds          | Yamaha          |             |        |
| DNF | Christian Bourgeois | Yamaha          |             |        |

## 125 cc
Kent Andersson won zijn thuisrace helemaal onbedreigd. Henk van Kessel reed met de Bridgestone-Yamaha op de tweede plaats. Hij werd nog even bedreigd door Bruno Kneubühler, maar van Kessel kon de aanval simpel afslaan door iets meer gas te geven. Hij werd tweede nadat hij de 50cc-race al gewonnen had.

### Uitslag 125 cc
| Pos | Coureur             | Merk               | Tijd       | Punten |
| --- | ------------------- | ------------------ | ---------- | ------ |
| 1   | Kent Andersson      | Yamaha             | 46' 01" 90 | 15     |
| 2   | Henk van Kessel     | Bridgestone-Yamaha | +10" 31    | 12     |
| 3   | Bruno Kneubühler    | Yamaha             | +23" 27    | 10     |
| 4   | Leif Gustafsson     | Maico              |            | 8      |
| 5   | Johann Zemsauer     | Rotax              |            | 6      |
| 6   | Rolf Minhoff        | Maico              |            | 5      |
| 7   | Lennart Lundgren    | Maico              |            | 4      |
| 8   | Matti Salonen       | Yamaha             |            | 3      |
| 9   | Roland Olsson       | Yamaha             |            | 2      |
| 10  | Ingemar Bengtsson   | Delta              |            | 1      |
| 11  | Goran Alden         | Maico              |            |        |
| 12  | Hans-Jürgen Hummel  | Yamaha             |            |        |
| 13  | Per-Edvard Carlsson | Maico              |            |        |
| 14  | Jan-Inge Persson    | Maico              |            |        |
| 15  | Chris Fisker        | onbekend           |            |        |
| DNF | Harald Bartol       | Suzuki             |            |        |
| DNF | Ángel Nieto         | Derbi              |            |        |
| DNF | Otello Buscherini   | Malanca            |            |        |
| DNF | Eric Offenstadt     | Motobécane         |            |        |
| DNF | Staffan Liebst      | Yamaha             |            |        |
| DNF | Gert Bender         | Bender             |            |        |

## 50 cc
In Zweden won Henk van Kessel eindelijk weer eens en daardoor groeiden zijn kansen op de wereldtitel uiteraard ook weer. Van Kessel startte wel slecht, waardoor Herbert Rittberger zeven ronden lang aan de leiding reed. Toen ging van Kessel hem voorbij, maar Rittberger werd wel tweede, terwijl Julien van Zeebroeck derde werd.

### Uitslag 50 cc
| Pos | Coureur              | Merk              | Tijd       | Punten |
| --- | -------------------- | ----------------- | ---------- | ------ |
| 1   | Henk van Kessel      | Van Veen-Kreidler | 30' 34" 48 | 15     |
| 2   | Herbert Rittberger   | Kreidler          | +8" 05     | 12     |
| 3   | Julien van Zeebroeck | Van Veen-Kreidler | +40" 33    | 10     |
| 4   | Gerhard Thurow       | Kreidler          |            | 8      |
| 5   | Otello Buscherini    | Malanca           |            | 6      |
| 6   | Ulrich Graf          | Kreidler          |            | 5      |
| 7   | Rudolf Kunz          | Kreidler          |            | 4      |
| 8   | Jan Huberts          | Kreidler          |            | 3      |
| 9   | Stefan Dörflinger    | Kreidler          |            | 2      |
| 10  | Hans-Jürgen Hummel   | Kreidler          |            | 1      |
| 11  | Theo Timmer          | Jamathi           |            |        |
| 12  | Jan Bruins           | Jamathi           |            |        |
| 13  | Jan-Inge Persson     | Kreidler          |            |        |
| 14  | Kenneth Götesson     | Kreider           |            |        |
| 15  | Jürgen Röller        | Kreidler          |            |        |
| 16  | Ingemar Bengtsson    | Delta             |            |        |
| 17  | Lars Persson         | Penningsson       |            |        |
| 18  | Ove Skifjeld         | Kreidler          |            |        |
| 19  | Jano Meszaros        | Kreidler          |            |        |
| DNF | Pentti Salonen       | Puch              |            |        |
| DNF | Leif Rossell         | Jamathi           |            |        |
| DNF | Harald Bartol        | Kreidler          |            |        |

1930 · 1931 · 1932 · 1933 · 1934 · 1935 · 1936 · 1937 · 1939 · 1949 · 1950 · 1951 · 1952 · 1953 · 1954 · 1955 · 1956 · 1957 · 1958 · 1959 · 1961 · 1970 · 1971 · 1972 · 1973 · 1974 · 1975 · 1976 · 1977 · 1978 · 1979 · 1981 · 1982 · 1983 · 1984 · 1985 · 1986 · 1987 · 1988 · 1989 · 1990